# Bétera (kommun)
Bétera är en kommun i Spanien.   Den ligger i provinsen Província de València och regionen Valencia, i den östra delen av landet, 290 km öster om huvudstaden Madrid. Antalet invånare är 21 868. Arean är 76 kvadratkilometer. Bétera gränsar till Valencia, Godella, Moncada, Náquera, Paterna, La Pobla de Vallbona, Serra och San Antonio de Benagéber. 
Terrängen i Bétera är platt.